# 2016年俄羅斯國防部圖-154飛機空難
2016年俄羅斯國防部圖-154飛機空難於2016年12月25日發生，一架载有92人的俄羅斯國防部圖-154飞机从索契起飞後不久在黑海坠毁，未發現有生還者。机上乘客包括著名的军方亚历山大红旗歌舞团的成员。

## 失事飞机
失事的飞机为隶属俄罗斯国防部，机身编号RA-85572。

## 事故

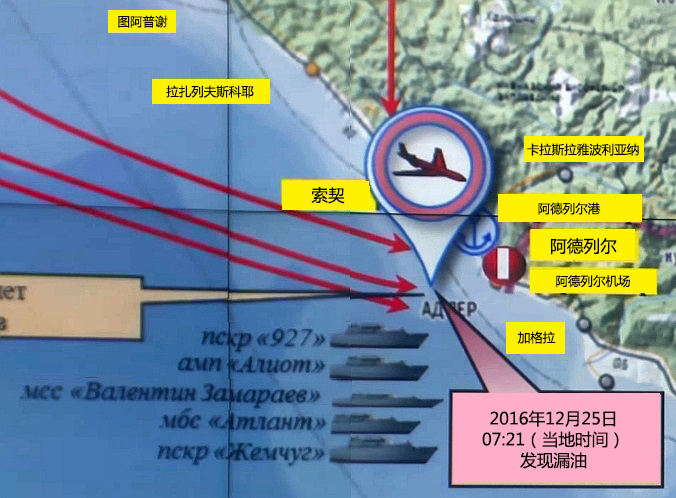
俄罗斯国防部绘制的飞行轨迹示意图

該架图-154飞机於当地时间早上5:40分从索契起飞前往叙利亚赫梅米姆空军基地，起飞2分钟后从雷达上消失，起飞7分钟后坠毁在索契附近的黑海海域。搜救人員在距离海岸1.5公里的70米深的水下發现了飞机主体。
乘客中有64名亚历山德罗夫红旗歌舞团成员，包括乐队作曲家瓦列里·米哈伊洛维奇·哈利洛夫，该歌舞团是俄罗斯军队歌舞艺术团体。该乐队计划前往位于叙利亚拉塔基亚赫梅米姆空军基地，出席新年音乐会。除此以外随团搭机的还有官员以及记者。
2017年1月，經過DNA鑑定，確認了70多名遇难者的遗体。

## 事故调查
事故发生后，俄罗斯联邦侦查委员会立即启动了针对该事故中是否存在犯罪行为展开调查。
俄罗斯官方表示，因恐怖袭击造成事故发生的可能性较小，极有可能是机械故障或人为疏失导致了这起坠机事件。但是索契海岸边的一个监控摄像头拍到当晚失事客机方向有闪光，疑似飞机曾在空中发生爆炸，增加了恐怖袭击的疑虑。
俄羅斯國防部宣佈將為每位死難者給予家屬580萬盧布賠償。
飛行紀錄儀被尋獲後，據報有證據顯示失事原因可能是襟翼故障。